# 1982 au Canada
Pour un article plus général, voir Chronologie du Canada.
Cet article traite des événements qui se sont produits durant l'année 1982 au Canada.

## Gouvernements
Exécutif:
- Monarque - Élisabeth II
- Gouverneur général - Edward Schreyer
- Commissaire des Territoires du Nord-Ouest - John Havelock Parker (en)
- Commissaire du Yukon - Douglas Bell (en)
- Lieutenant-gouverneur de l'Alberta - Frank C. Lynch-Staunton (en)
- Lieutenant-gouverneur de la Colombie-Britannique - Henry Pybus Bell-Irving
- Lieutenant-gouverneur de l'Ontario - John Black Aird (en)
- Lieutenant-gouverneur de l'Île-du-Prince-Édouard - Joseph Aubin Doiron
- Lieutenant-gouverneur du Manitoba - Pearl McGonigal
- Lieutenant-gouverneur du Nouveau-Brunswick - George Stanley
- Lieutenant-gouverneur de la Nouvelle-Écosse - John Elvin Shaffner
- Lieutenant-gouverneur du Québec - Gilles Lamontagne
- Lieutenant-gouverneur de la Saskatchewan - Irwin McIntosh
- Lieutenant-gouverneur de Terre-Neuve-et-Labrador - William Anthony Paddon (en)

Législatif:
- Premier ministre du Canada - Pierre Elliott Trudeau
- Premier ministre de l'Alberta - Peter Lougheed
- Premier ministre de la Colombie-Britannique - Bill Bennett
- Premier ministre du Manitoba - Howard Pawley
- Premier ministre du Nouveau-Brunswick - Richard Bennett Hatfield
- Premier ministre de Terre-Neuve-et-Labrador - Brian Peckford
- Premier ministre de la Nouvelle-Écosse - John Buchanan
- Premier ministre de l'Ontario - Bill Davis
- Premier ministre de l'Île-du-Prince-Édouard - James Lee
- Premier ministre du Québec - René Lévesque
- Premier ministre de la Saskatchewan - Grant Devine (élu le 26 avril face au sortant Allan Blakeney)
- Premier ministre des Territoires du Nord-Ouest - George Braden (en)
- Premier ministre du Yukon - Chris Pearson

## Événements

### Mars
- 29 mars : loi de 1982 sur le Canada.

### Avril
- 6 avril : élection générale au Terre-Neuve-et-Labrador — le Parti progressiste-conservateur conserve sa majorité à la Chambre d'assemblée dirigé par Brian Peckford ; le Parti libéral forme l'opposition officielle dirigé par Len Stirling.
- 17 avril : mise en vigueur de la Loi constitutionnelle de 1982
- 26 avril : élection générale en Saskatchewan — le gouvernement du Nouveau Parti démocratique est défait par le Parti progressiste-conservateur.

### Mai
- 8 mai : Grant Devine devient premier ministre de la Saskatchewan à la suite de la défaite du chef du Parti progressiste-conservateur Allan Blakeney lors de l'Élection saskatchewanaise du 26 avril 1982.
- 23 mai : béatification du Frère André

### Juin
- 7 juin : élection générale au Yukon — le Parti progressiste-conservateur conserve sa majorité à l'Assemblée législative dirigé par Chris Pearson ; le Nouveau Parti démocratique forme l'opposition officielle dirigé par Tony Penikett.

### Août
- 11 au 14 août : Championnats du monde de lutte (épreuve lutte libre) à Edmonton
- 14 août : plébiscite de division des Territoires du Nord-Ouest

### Septembre
- 27 septembre : élection générale de l'Île-du-Prince-Édouard — le Parti progressiste-conservateur conserve sa majorité à l'Assemblée législative dirigé par James Matthew Lee[1] ; le Parti libéral forme l'opposition officielle dirigé par Joe Ghiz.

### Octobre
- 12 octobre : élection générale au Nouveau-Brunswick — le Parti progressiste-conservateur conserve sa majorité à l'Assemblée législative dirigé par Richard Hatfield ; l'Association libérale forme l'opposition officielle dirigé par Doug Young.
- 31 octobre : canonisation de Marguerite Bourgeoys.

### Novembre
- 2 novembre : élection générale en Alberta — le Parti progressiste-conservateur conserve sa majorité à l'Assemblée législative dirigé par Peter Lougheed.
- 5 novembre : dans le but de réorienter sa politique économique face à la stagnation, le gouvernement Trudeau met sur pied la Commission royale d’enquête sur l’union économique et les perspectives de développement du Canada, dite commission Macdonald, qui rend son rapport le 5 septembre 1985[2]. Elle propose de multiplier les accords bilatéraux avec les États-Unis sur le modèle du pacte de l’automobile de 1965. L’administration Reagan accepte de négocier, mais refuse la méthode proposée[3].

## À Surveiller
- Récession économique
- Ouverture du premier magasin Winners à Toronto.
- Premier Championnats du Québec de Scrabble francophone
- Championnats du monde de patinage de vitesse sur piste courte à Moncton
- Le Collège Béliveau devient la première école secondaire d'immersion française dans l'ouest canadien.

## Naissances
- 29 janvier : Adam van Koeverden, Kayakiste.
- 18 mars : Matthew Lombardi, joueur de hockey sur glace.
- 6 mai : Kyle Shewfelt, gymnaste.
- 1er septembre : Jeffrey Buttle, patineur.
- 4 novembre : Geneviève Guilbault, femme politique.
- 30 décembre : Kristin Kreuk, actrice.

## Décès
- 28 mars : William Francis Giauque, chimiste.
- 8 mai, Gilles Villeneuve, coureur automobile, accident au grand prix de Belgique.
- 28 juin : Igor Gouzenko, fonctionnaire de l'ambassade soviétique à Ottawa, Ontario.
- 25 juillet : Harold Foster, dessinateur de bande dessinée.
- 4 octobre : Glenn Gould, pianiste et réalisateur.
- 16 octobre
  - Hugh John Flemming, premier ministre du Nouveau-Brunswick.
  - Hans Selye, médecin reconnu sur ses recherches sur le stress.
- 18 octobre : John Robarts, premier ministre de l'Ontario de 1961 à 1971.
- 2 novembre : Dewey Soper, auteur et explorateur de l'Arctique canadien.
- 19 novembre : Erving Goffman, sociologue et linguiste.
- 29 novembre : Percy Williams, athlète.
- 7 décembre : Harry Jerome, athlète.
- 19 décembre : George Isaac Smith, premier ministre de la Nouvelle-Écosse.